# Neuquensaurus robustus
Neuquensaurus robustus es una especie dudosa del género extinto Neuquensaurus ("lagarto de Neuquén") de dinosaurio saurópodo titanosauriano, que vivió a finales del período Cretácico, hace aproximadamente 80 millones de años, en el Campaniense, en lo que hoy es Sudamérica. En 1992 Powell nombró válidamente Neuquensaurus, con la especie tipo Titanosaurus australis, de la cual la combinatio nova es Neuquensaurus australis. También descubrió que Titanosaurus robustus era asignable al nuevo género, pero lo consideraba no diagnóstico y, por lo tanto, un nomen dubium.